# Dolmen de Farges
Le dolmen de Farges, appelé aussi dolmen de Montaury est situé à Saint-Germain-près-Herment dans le département du Puy-de-Dôme.

## Protection
L'édifice a fait l’objet d’un classement au titre des monuments historiques en 1889.

## Architecture
En 1874, Jean-Baptiste Bouillet le mentionne comme «un très beau dolmen». Il est désormais en partie ruiné. C'est un dolmen simple constitué de 2 orthostates, d'une dalle de chevet, le tout recouvert d'une unique table de couverture. Extérieurement, il mesure 3 m de longueur pour 2,45 m de largeur et 2,10 m de hauteur. Toutes les dalles sont en gneiss ou embréchite.
| Dalle                                                           | Longueur | Largeur | Épaisseur |
| --------------------------------------------------------------- | -------- | ------- | --------- |
| Table                                                           | 2,86 m   | 1,96 m  | 0,51 m    |
| Orthostate no 1                                                 | 2 m      | 1,65 m  | 0,61 m    |
| Orthostate no 2                                                 | 1,54 m   | 1,06 m  | 0,51 m    |
| Chevet                                                          | 1,93 m   | 0,66 m  | 0,44 m    |
| Données : Inventaire des mégalithes de la France, 8-Puy-de-Dôme |          |         |           |

La table est renversée à l'intérieur de la chambre. Elle repose d'un côté sur le sol et de l'autre sur le support no 1 . C'est une belle dalle de forme bombée côté extérieure et plate côté intérieur. La dalle de chevet n'est pas intacte. Il n'en demeure qu'une partie, l'autre partie a été réutilisée pour servir de pont. La chambre est de forme rectangulaire (1,82 m de long, 1,40 m de large et 1,50 m de haut). Elle ouvre au sud-sud-est. Le tumulus a entièrement disparu.

## Matériel archéologique
La chambre a été entièrement vidée à une époque ancienne. Aucun matériel archéologique se rattachant à l'édifice n'est connu.